# Angyal Antal
Sikabonyi Angyal Antal (Esztergom, 1812 – Nagymegyer, 1877. április 24.) gyógyszerész.

## Élete
Szülei árván hagyták, ezért egyik Antal nevű esztergomi diakónus rokonának gyámsága alatt nevelkedett. Gyógyszerészi értekezését emiatt ajánlotta a „Tekintetes, nemzetes és vitézló' sikabonyi Angyal nemzetségnek, iijúsága gyámjainak, tisztelve szeretett attyafiainak.” 1830-ban nyert oklevelet, 1836. június 15-én pedig gyógyszerészmesteri vizsgát tett. Ezt követően 1837-ben, a Tolna vármegyei Gyönkön megalapította a Megváltó gyógyszertárat, melyet 1842-ben eladott. Később Esztergomban, majd 1847-tól Kecskeméten dolgozott, de még ugyanebben az évben a bécsi Kohlmarkton gyógyszertár-tulajdonos lett. 1849. július 4-én fegyverrejtegetésért – egy kardot és két tőrt találtak nála –, egy kisméretű Kossuth-szobor tartásáért, valamint annak koszorúval történtő díszítéséért, illetve Jelačić képének felakasztásáért halálra ítéltek, melyet később kegyelem gyanánt nyolc évi várfogságra változtattak. Kufsteinben raboskodott, ahonnan 1857-ben szabadult. Ezután az akkoriban létesült nagymegyeri gyógyszertárat vezette.

## Munkája
- Gyógyszeres értekezés a higany-ibolatról. Pest, 1830.